# Vyšehněvice
Vyšehněvice jsou obec v okrese Pardubice v Pardubickém kraji. Žije zde 259 obyvatel.

## Historie
První písemná zmínka o obci pochází z roku 1342.

## Obyvatelstvo
| Rok            | 1869 | 1880 | 1890 | 1900 | 1910 | 1921 | 1930 | 1950 | 1961 | 1970 | 1980 | 1991 | 2001 | 2011 | 2021 |
| -------------- | ---- | ---- | ---- | ---- | ---- | ---- | ---- | ---- | ---- | ---- | ---- | ---- | ---- | ---- | ---- |
| Počet obyvatel | 365  | 365  | 374  | 380  | 376  | 368  | 321  | 237  | 267  | 248  | 210  | 245  | 231  | 215  | 249  |
| Počet domů     | 50   | 53   | 54   | 54   | 55   | 54   | 58   | 64   | 63   | 57   | 57   | 65   | 73   | 70   | 88   |

## Obecní správa

### Obecní symboly
Znak a vlajka byly obci uděleny rozhodnutím předsedy Poslanecké sněmovny Parlamentu České republiky dne 9. prosince 2015.